# 折原秋良
折原 秋良（おりはら あきら、1996年11月15日 - ）は、日本の男性声優。神奈川県出身。81プロデュース所属。

## 略歴
声優を目指したきっかけは、中学2年生の時にしていたゲームのクリア後のアクターズボイスで初めて職業としての声優を意識し始めたという。
大学時代は映画学科で俳優の勉強をしていた。
第11回81オーディションで優秀賞、サミー賞を受賞。2019年4月1日付けで81プロデュース所属。
2019年、「DarkestoRy」のオーディションに選ばれ、朗読アーティストとしてデビュー。
2023年8月31日をもってDarkestoRyとしての活動を終了。

## 人物
声種はテノール。
趣味・特技にはスポーツ、ゲーム、バク転、バク宙をそれぞれ挙げている。
尊敬している声優は山寺宏一を挙げている。

## 出演

### テレビアニメ
2019年
- MIX（武下）
- ポチっと発明 ピカちんキット（店員）
- カードファイト!! ヴァンガード（対戦者A、蒼波水将 ガレアス）

2020年
- 22/7（スタッフ）
- SHOW BY ROCK!! ましゅまいれっしゅ!!（観客）
- 遊☆戯☆王SEVENS（生徒）
- メジャーセカンド（加賀谷、岡、加地）

2021年
- IDOLY PRIDE（観客A、司会者）

2023年
- HIGH CARD（若者）

2024年
- BEYBLADE X（観客、アマチュアブレーダー）
- Unnamed Memory（魔法士A、魔法士）
- しかのこのこのここしたんたん（男子生徒B）

2025年
- ギルドの受付嬢ですが、残業は嫌なのでボスをソロ討伐しようと思います（マンドラゴラ）

### 劇場アニメ
- 映画 えんとつ町のプペル（2020年、えんとつ掃除屋）

### ゲーム
- ブラウンダスト（2019年、ショウマン[10]）
- 聖剣伝説 VISIONS of MANA

### 朗読
- SynapstoRy〜ダリアと二人の赤ずきん〜（2020年1月14日、代官山LOOP[11]） - 語り手、少年・狼 役
- SynapstoRy〜魔女と呼ばれたジャンヌダルク〜（2020年3月16日、代官山LOOP[12]） - 語り手、兵士・司祭・シロ 役

### デジタルコミック
- スタディー・グループ（2021年、怖い先生[13]）

### オーディオブック
- とある飛空士への誓約（2019年、バルタザール・グリム）
- 脱兎リベンジ（2020年、金城大貴 ほか[14]）
- プロペラオペラ 1〜4（2020年 - 2022年、平田平祐、サイモン・A・シアースミス ほか[14][15][16][17]）
- 熾界龍皇と極東の七柱特区（2021年、辰宮湊[18]）
- 学園者! 〜風紀委員と青春泥棒〜（2022年、綾小集院麿介 ほか[15][19]）

### その他コンテンツ
- 酒男子チャンネル（2021年-、カシェ[20]）